# سمندل الجدول
سَّمَنْدَل الجَدْوَل (الاسم العلمي: Eurycea)، جنس حيوانات قازبة من فصيلة سمندر عديم الرئة، أعطانها الأصلية في أمريكا الشمالية.